# The Package (Lost)
2010. március 30-án került először adásba az amerikai ABC csatornán a sorozat 113. részeként. Paul Zbyszewski és Paul Zbyszewski írta, és Paul Edwards rendezte. Az epizód Sun és Jin -centrikus.
|  | Alább a cselekmény részletei következnek! |

## Tartalom
Az előző részek tartalmából: A flash-sideways idősíkban Jin és Sun problémákba ütköztek a reptéren, ugyanis nem vámoltattak el egy nagyobb pénzösszeget. A Szigeten Hurley átadta a hitevesztett Richardnak halott felesége kérését, hogy állítsa meg Nemezist, ne engedje, hogy elhagyja a Szigetet. Flocke átküldte Sawyert a Hidra szigetére, hogy serítse fel a terepet. Ford rátalált Widmore embereire, és vezetőjükkel megállapodott, hogy Nemezisért cserébe kijuthassanak a Szigetről.

## Flash-sideways, 2004
A reptériek befejezték az ügyintézést, Jin visszakapja az órát és a csomagját, de a pénzt lefoglalják. A férfi dühös, mert lekéste a találkozót Mr. Paik barátjával. Sun a pénz felől érdeklődik, erre Jin azt feleli, Mr. Paik arra kérte, adja át barátjának az órával együtt, Kwonnak pedig nem szokása főnökétől kérdezni, csak teszi, amit mondanak neki. A két koreai hamarosan megérkezik a szállodába, ahol a recepciós át is adja Ms. Paik szobájának kulcsát. Jin figyelmezteti az alkalmazottat, ők nem házastársak, ezért két szobát foglaltak, a másikat Mr. Kwon néven. A recepciós elnézést kér, és átadja a másik kulcsot is.
Jin éjszaka bekopogtat Sunhoz, hogy elmondja, elmegy az étterembe, hátha még ott lesz Mr. Paik embere. A nő szerint nem lesz semmi baj abból, hogy nem érkeztek meg, hiszen az apja egy barátjáról van szó. Jin megjegyzi, Sunt ez nem érdekli, csak a vásárlás. A nő kioldja blúzának felső gombját, és figyelmezteti Kwont, be kellene gomboltatnia, ahogy a gépen is tette. A férfi közli, nem szeretné, ha Sun begombolkozna, ennek hatására Ms. Paik egyre több gombot old ki ruháján, majd megszabadul blúzától. Ezt követően csókolózni kezdenek, majd bedőlnek az ágyba.
Reggel Sun felhozza Jinnek, hogy el kéne szökniük, élhetnek abból a pénzből, ami az ő titkos számláján van. Kwon nem tartja jó ötletnek, de végül belemegy, mert szereti Sunt. A nő éppen mondani akar neki valami fontosat, amikor valaki bekopog az ajtón. Ms. Paik beküldi Jint a mosdóba, ő pedig kinyitja az ajtót. Martin Keamy érkezett meg azért a csomagért, amit Mr. Paik küldött neki.
Sun próbálja eltüntetni a Jinre utaló nyomokat, majd átadja Keamy-nek az órát. Martin megemlíti, hogy a nő testőrének még 25 ezer dollárt is kellene neki adnia, ám Ms. Paik azzal védekezik, nem érti, mit mond. Kopognak az ajtón, Keamy ajtót nyit, és beengedi Omart, aki Jin szobáját nézte át, és nem találta a férfit. Martin észreveszi a két pezsgőspoharat, Omar pedig hamar előkeríti Kwont a mosdóból. A pénz után kérdeznek, erre Sun koreaiul azt mondja Jinnek, a saját számlájáról ki tudják fizetni őket. Keamy megelégeli, hogy nem érti őket, ezért elküldi Omart, hogy hozza el Mikhailt, az orosz barátjukat, aki koreaiul is beszél. Bakunin hamarosan meg is érkezik, és tolmácsolja a problémát. Végül abban egyeznek meg, hogy Mikhail elkíséri Sunt a bankba, Keamy pedig magával viszi Jint az étterembe. Kwon megkéri Martint, ne mondja el Mr. Paiknak, hogy viszonyt folytat Sunnal. Keamy megígéri, ha megkapja a borítékot, egy szót sem szól róluk.
A bankban az ügyintéző közli, Mr. Paik zárolta Sun számláját, és a rajta lévő összeget átutaltatta a saját számlájára. Ms. Paik értetlenül áll a helyzet előtt, ám Mikhail tudja, miért történt ez. Eközben Omar beviszi az étterem raktárába Jint, közben pedig szándékosan beveri a fejét az ajtóba. Keamy elküldi társát Sayidért, ő pedig ellátja a koreai sebét, majd odakötözi a székhez. Közben arról beszél, Mr. Paik milyen szomorú volt, mikor megtudta, Jinnek viszonya van Sunnal. A 25 ezer dollár pedig Martin fizetése, hogy megölje Kwont. Keamy hozzáteszi, Mr. Paik összes embere tudja, hogy nem szabad a főnök lányával szórakozni, de megnyugtatja, azt is tudja, hogy a szívnek nem lehet parancsolni. Beragasztja a korai száját, és megjegyzi, néhány embert egyszerűen nem egymásnak szánt a sors.
Sayid rátalál Jinre a raktárban, de először nem akar neki segíteni. Kwon megérteti vele, hogy ki akar szabadulni, ezért az iraki a beragasztott kezébe ad egy szikét, majd magára hagyja. Mikhail és Sun megérkezik az étterembe, és meglepetten látják a földön fekvő testeket. Keamy utolsó erejével figyelmezteti Bakunint, hogy a háta mögött van Jin. Kwon fegyvert szegez az orosz fejéhez, és azzal fenyegetőzik, hogy lelövi. Mikhail nem hisz neki, rátámad, néhány lövés is eldördül. Bakunin felkap egy kést, ám ekkor Jin két golyót ereszt belé, egyik a jobb szemét találja el. Egy korábban kilőtt golyó eltalálta Sunt is, aki a falnak dőlve szenved. Kwon felkapja őt, és azonnal segítségért indul vele. Ekkor Sun bevallja, gyereket vár.

## A sziget, 2007
Widmore emberei éjjellátó készülékkel pásztázzák Nemezis táborát. Flocke beavatja Jint a barlangban található nevek ügyébe, és felvilágosítja, hogy elhagyhassák a Szigetet, az összes megmaradt kiválasztottnak vele együtt kell távoznia. Ennek érdekében pedig elindul, hogy maga mellé állítsa Sunt, így pedig mindkét Kwon nála legyen.
Nemezis közli Sayiddal, elintéznivalója van, csak reggel tér vissza. Az iraki szóvá teszi, nem érez se fájdalmat, se dühöt, se boldogságot, nincs semmi érzelme. Flocke erre csak azt feleli, ez át fogja segíteni a hamarosan bekövetkező dolgokon. Jin látja, hogy Nemezis távozik, így ő is szedelőzködni kezd, hogy megkeresse Sunt. Sawyer próbálja marasztalni a Widmore-ral kötött alkuval, de erőfeszítései hiábavalónak látszanak. Ekkor támadás éri a tábort, Widmore emberei kábító nyilakkal lőnek meg mindenkit. Zoe felismeri Kwont, és kiadja a parancsot, hogy őt kell elvinniük.
A parton Ilana és Ben arról vitáznak, vajon Richard visszatér-e, és egyáltalán tud-e valami fontosat. A nő váltig állítja, Hugo vissza fogja őt hozni, csak várniuk kell. Sun megelégeli a várakozást, és dühösen elvonul a kertjébe. Jack próbál vele beszélgetni a kiválasztottságról, ám a nő indulatosan kijelenti, nem érdekli ez az egész, és örülne, ha Shephard magára hagyná.
Nemezis megszólítja a kertészkedő Sunt, és tudatja vele, Jin az ő táborában van, végre újra láthatják egymást, ha vele tart. A nő nem akar vele menni, felemlegeti a templomnál történt vérengzést. Flocke elmondja, azok az emberek zavarodottak voltak, ő felajánlotta nekik, hogy vele tarthatnak, de nem éltek ezzel a lehetőséggel. Sunnak is felajánlja, hogy ha vele tart, újra együtt lehet férjével, de nem kötelező ezt választania, nem akarja semmire sem kényszeríteni őt. A koreai elszalad, Nemezis üldözni kezdi. Sun nem veszi észre az előtte lévő fát, aminek nekifut, így ájultan terül el a tövében.
Ben rátalál az eszméletlenül fekvő Sunra. Felébreszti őt, ám ekkor kiderül, a nő valamiért nem tud angolul beszélni. Eközben Nemezis visszatér táborába, és megdöbbenten látja a földön fekvő embereket. Eszméletéhez téríti Sayidot, aki elmondja, támadás érte őket, de nem tudja, kik voltak azok. Flocke-nak egyből feltűnik, hogy Jin eltűnt.
Kwon magához tér a 23-as szobában, ahova korábban Karlt zárták a Többiek. Zoe lép be a terembe, és elmeséli, hogy a Dharma pszichológiai kísérleteket végzett itt, majd hozzáteszi, ezt felesleges elmondania, hiszen Jin jól ismeri a Kezdeményezést. A férfi távozni akar, ezt viszont Zoe megakadályozza egy sokkolóval. A segítségét kéri, ugyanis találtak egy térképet, amit maga Jin készített a Szigeten lévő elektromágneses mezőkről. Azt szeretné, hogy a koreai segítsen nekik megtalálni ezeket a helyeket. Kwon kijelenti, előbb Widmore-ral akar beszélni.
Nemezis átad egy pisztolyt Sayidnak, és megkéri, tegye valami műanyagba, nehogy elázzon azalatt, míg a vízben tartózkodik. Claire arról kérdezősködik, az ő neve szerepelt-e a barlangban. Flocke közli, nem volt ott a neve, de ettől még nincs félnivalója, hiszen ő nagyon fontos számára. Littleton megemlíti, hogy Aaron nem ismerné fel, azt hiszi, Kate az anyja. Nemezis megjegyzi, Austen neve már nem szerepelt a falon, de még szükség van rá, hogy a megmaradt három kiválasztottat segítsen átállítani az ő oldalukra. Amint ezt megtörtént, már lényegtelen, mi fog vele történni. Sawyer megkérdezi Flocke-ot, miért mennek a másik szigetre. Nemezis azzal indokolja ezt, hogy Widmore-ék elvitték az egyik emberüket, ő pedig vissza fogja szerezni.
Ilana arra gyanakodik, hogy Ben ütötte le Sunt, a férfi hiába bizonygatja, hogy nem ő volt. Jack közben felállítja a diagnózist, szerinte az ütés következtében agyrázkódása lett, ezért fordulhat elő az, hogy ért angolul, de csak koreaiul tud beszélni. A doki szerint ez csak átmeneti állapot, hamarosan minden helyreáll. Eközben visszatér Richard is, és közli a többiekkel, kezdjenek pakolni.
Nemezis megérkezik a másik szigetre, de nem tud behatolni a terület belsejébe, mert a szonárkerítés útját állja. Widmore emberei megjelennek a kerítés túloldalán, és elkísérik Flocke-ot vezetőjükhöz. Nemezis Jint követeli vissza, ám Charles kijelenti, nincs náluk Kwon. Flocke megjegyzi, egy bölcs ember azt mondta, háború lesz a Szigeten. Hozzáteszi, hogy ez a háború már el is elkezdődött.
Richard elkezdi összerakni a dolgait, közben pedig azt magyarázza a többieknek, hogy meg kell semmisíteniük a repülőgépet, mert Nemezis azzal akarja elhagyni a Szigetet. Sun felháborodik, mert ő azért tért vissza a szigetre, hogy megtalálja férjét, és vele együtt hazatérjen, nem pedig azért, hogy megmentse a világot, és ezzel elvágja a menekülésüket.
Widmore kérdőre vonja Zoet, mert elhamarkodták a lépést, nem a megadott terv szerint haladtak. Zoe visszaszól neki, hogy ez esetben talán szerencsésebb lett volna egy zsoldost megbízni az akció vezetésével, nem egy geofizikust. Charles elnézi ezt a botlást, és megkéri a nőt, vigyék a csomagot a tengeralattjáróról a gyengélkedőbe. Ezt követően Jinhez fordul, és átadja neki Sun fényképezőgépét, ami tele van Ji Yeon fotóival. Widmore közli, neki is van egy lánya, és megérti, hogy Kwon találkozni szeretne a sajátjával, de ha Nemezis kiszabadul a Szigetről, a boldogságuk nem fog sokáig tartani, a szeretteik megszűnnek létezni. Ő azért érkezett, hogy ezt megakadályozza, és hajlandó is megmutatni azt a személyt, akit csak csomagként emleget.
Jack felkeresi a magányosan üldögélő Sunt, és ad neki egy jegyzettömböt egy tollal, hogy tegyenek egy próbát, hátha tud angolul írni. Ez sikerül is, így áthidalták a köztük lévő kommunikációs akadályt. A nő leírja, hogy Nemezis azt állította, nála van Jin, de azért nem ment vele, mert nem bízik benne. A doki meggyőzi, tartson velük, együtt megtalálják Jint, majd felszállhatnak a gépre, és elhagyhatják a Szigetet.
Sawyer abban reménykedik, hogy Widmore elintézte Nemezist és Sayidot, mert ha nem, akkor pórul járnak. Sajnos nem sikerült a terve, Flocke sértetlenül sétál be a táborba. James emlékezteti a férfit, hogy Jinért ment, erre az kijelenti, Charles azt állította, nincs náluk, ezt persze ő nem hitte el. Ford Sayid után kérdez. Nemezis közli, Sawyer mesélt neki egy kabinról, amiben Widmore-ék rejtegetnek valamit, ő pedig nem szereti a titkokat.
Sayid előbukkan a víz alól, és a tengeralattjáró közelébe úszik. Zoe és társa egy férfit vonszolnak ki a mólóra, aki még járni sem tud, olyan sok kábítószert kapott. El is esik, a feje pont a móló szélére kerül. Felnéz, ekkor láthatjuk, hogy ő Desmond. Hume észreveszi a közelében lévő Sayidot, de nem reagál semmit, csak értetlenül nézi. Widmore két embere felsegíti, hogy a gyengélkedőre vihessék.
|  | Itt a vége a cselekmény részletezésének! |